# Гутник, Роман Петрович
Роман Петрович Гутник (укр. Роман Петрович Гутник; род. 1960) — украинский спортсмен-паралимпиец; Мастер спорта Украины международного класса (2001), Заслуженный мастер спорта Украины (2006).

## Биография
Родился 25 мая 1960 года в селе Дунаев Львовской области Украинской ССР.
После окончания школы работал на стройке, где в 21 год получил тяжёлую травму позвоночника. Шесть месяцев Роман провел в больнице, а потом началась борьба со своей бедой. Через два месяца после выписки из больницы он работал с шестикилограммовыми гантелями, делая по 2-3 подхода с десятью подъёмами.
С 1991 года тренировался в секции стрельбы из лука для людей с нарушениями опорно-двигательного аппарата при кафедре физического воспитания Львовского медицинского университета у Олега Ильяшенко и Михаила Хускивадзе.
Работает лаборантом на этой же кафедре.

## Достижения
Роман Гутник — участник Паралимпийских игр в Атланте (1996), Сиднее (2000) и Афинах (2004). Серебряный призёр Чемпионата мира (Мадрид, 2003) в командном зачёте. Победитель Чемпионатов Европы в личном (2001, 2006) и командном (2006) зачётах. Многократный призёр Европы в 1997—2002 годах.